# 제임스 E. 건 (작가)
제임스 에드윈 건(영어: James Edwin Gunn, 1923년 7월 12일 ~ 2020년 12월 23일)은 미국의 작가였다.